# 海爾·妮薩·貝加姆
海爾·妮薩·貝加姆（波斯語：خیرالنساء بیگم、英語：Khayr al-Nisa Begum，王室頭銜是「馬赫德·烏莉婭」（最高搖籃），？—1579年7月26日）是波斯薩非王朝沙阿穆罕默德·科達班達的妻子和阿拔斯一世的母親。在穆罕默德·科達班達統治初期，她是一個強勢的政治人物，在1578年2月至1579年7月間實際上統治波斯。

## 背景
貝加姆是馬贊德蘭總督米爾·阿卜杜拉汗的女兒，米爾·阿卜杜拉汗自稱是第四位什葉派伊瑪目宰因·阿比丁（Zayn al-‘Ābidīn）的後裔，他的家族由14世紀中便統治著馬贊德蘭。在1565至1566年，貝加姆的表親蘇丹-穆拉德汗殺害了她的父親，貝加姆逃入薩非王朝宮廷嫁給沙阿塔赫瑪斯普一世的兒子穆罕默德·科達班達，餘生一直想著為父親報仇。

## 統治
隨著弟弟伊斯瑪儀二世逝世，穆罕默德·科達班達在1578年成為了波斯沙阿。科達班達易於受擺佈，使宮廷出現女性干政的現象，他的姐妹帕里汗·哈努姆與奇茲爾巴什武裝派系有緊密聯繫，她相信可以科達班達可以受她擺佈。不過，帕里汗·哈努姆與大維齊爾米爾扎·薩爾曼為敵，薩爾曼說服了科達班達和貝加姆在1578年2月將她絞殺。
此後，貝加姆得以實際控制波斯，她可以掌握到國家的任何政治動向，並任命親屬朋友出任要職，建立起屬於她本人的網絡。她偏袒波斯人多於奇茲爾巴什，其首要目的是要擁護她的長子哈姆扎·米爾扎及為父親報仇。由於殺父仇人蘇丹-穆拉德汗已逝世，貝加姆遂鎖定了他的兒子米爾扎汗。雖然奇茲爾巴什答應米爾扎汗可以安全通行，但米爾扎汗來到首都加茲溫後便被貝加姆的支持者捕殺。

## 垮臺
貝加姆的行徑激怒了奇茲爾巴什，他們向沙阿請求將她踢出權力中心，否則將會面臨起事。沙阿考慮把她流放，但貝加姆不願意妥協。最後，奇茲爾巴什指控貝加姆被扣押在宮廷的阿迪勒·吉拉伊有染，吉拉伊是克里米亞汗國塔塔爾汗的兄弟，他們在1579年7月26日攻入皇宮把貝加姆及她的母親絞殺。

## 註腳
1. ↑  Nashat & Beck 2003，第146、158頁
2. 1 2  Savory 2008，第71頁
3. ↑  Nashat & Beck 2003，第158頁
4. ↑  Jackson & Lockhart 1986，第253頁
5. ↑  Savory 2008，第70頁
6. ↑  Nashat & Beck 2003，第159頁
7. ↑  Savory 2008，第71-73頁
8. ↑  Jackson & Lockhart 1986，第254頁